# 川瀬光義
川瀬 光義（かわせ みつよし、1955年 - ）は、日本の経済学者（財政学・地域経済学）。学位は、博士（経済学）（京都大学）。京都府立大学公共政策学部教授。
埼玉大学教授、立命館大学経済学部教授、静岡県立大学経営情報学部教授・学部長（第8代）、京都府立大学教授などを歴任した。

## 来歴

### 生い立ち
1981年京都大学経済学部卒業。京都大学大学院経済学研究科では池上惇の門下に入った。博士（経済学）（京都大学）。

### 研究者として
1987年埼玉大学講師、1990年埼玉大学助教授、1997年、埼玉大学教授。翌年、立命館大学経済学部教授。2000年、静岡県立大学経営情報学部教授。2006年、静岡県立大学経営情報学部長。2002年、日本地方財政学会理事。その後、京都府立大学公共政策学部公共政策学科教授。

## 研究
専門は経済学であり、特に財政学や地域経済学といった分野を研究している。学会として複数の団体に所属しており、特に日本財政学会と日本地方財政学会では理事を務めていた。主な研究テーマとして、沖縄県など具体的な地域を取り上げて地方財政政策を論じる研究が挙げられる。
それ以外には、日本とアジア諸国との財政改革の国際比較、日本と台湾との土地住宅税制の国際比較、などに取り組んだ。なお、川瀬は日本経済の国際比較について「これまでは専ら、欧米諸国との比較が中心でした。とくに土地住宅政策においては、その傾向が顕著でした」と指摘した上で、アジア諸国との土地・住宅政策の国際比較に力を入れていた。台湾の土地政策の特徴として「平均地権」に着目し、その成果を『台湾の土地政策―平均地権の研究』として1992年に上梓したが、同書は高く評価され、東京市政調査会より1992年度の藤田賞を授与されている。

## 略歴
- 1981年 - 京都大学経済学部卒業
- 1987年
  - 京都大学大学院経済学研究科修了
  - 埼玉大学講師
- 1990年 - 埼玉大学助教授
- 1997年 - 埼玉大学教授
- 1998年 - 立命館大学経済学部教授
- 2000年 - 静岡県立大学経営情報学部教授
- 2002年 - 日本地方財政学会理事
- 2006年 - 静岡県立大学経営情報学部長

## 賞歴
- 1993年 - 藤田賞

## 著作

### 単著
- 川瀬光義著『台湾の土地政策――平均地権の研究』青木書店、1992年。ISBN 9784250920059
- 川瀬光義著『台湾・韓国の地方財政』日本経済評論社、1996年。ISBN 9784818809048
- 川瀬光義著『幻想の自治体財政改革』日本経済新聞社、2007年。ISBN 9784818819566

### 共著
- 岡田知弘ほか著『国際化時代の地域経済学』有斐閣、1997年。ISBN 9784641120396
- 岡田知弘ほか著『国際化時代の地域経済学』改訂版、有斐閣、2002年。ISBN 9784641121553
- 岡田知弘ほか著『国際化時代の地域経済学』3版、有斐閣、2007年。ISBN 9784641123229

### 編纂
- 植田和弘ほか編集委員『グローバル化時代の都市』岩波書店、2005年。ISBN 9784000109802
- 宮本憲一・川瀬光義編『沖縄論――平和・環境・自治の島へ』岩波書店、2010年。ISBN 9784000224024

## 関連人物
- 池上惇
- 植田和弘
- 岡田知弘
- 宮本憲一